# Hidilyn Diaz
Hidilyn Diaz, född 20 februari 1991, är en filippinsk tyngdlyftare.
Diaz tävlade för Filippinerna vid olympiska sommarspelen 2008 i Peking, där hon slutade på 10:e plats i 58-kilosklassen. Vid olympiska sommarspelen 2012 i London fick hon inget giltigt resultat i 58-kilosklassen.
Vid olympiska sommarspelen 2016 i Rio de Janeiro tog Diaz silver i 53-kilosklassen. Vid olympiska sommarspelen 2020 i Tokyo tog hon guld i 55-kilosklassen. Det var Filippinernas första OS-guld någonsin.